# ویتنی (نوادا)
ویتنی، نوادا (به انگلیسی: Whitney, Nevada) یک سکونتگاه مسکونی در ایالات متحده آمریکا است که در نوادا واقع شده‌است.

## خصوصیات
ویتنی ۱۷٫۵ کیلومترمربع مساحت و ۳۸٬۵۸۵ نفر جمعیت دارد و ۵۹۲ متر بالاتر از سطح دریا واقع شده‌است.